# Ølkage
Ølkage er en kage tilberedt med øl som primær ingrediens og andre typiske kageingredienser. Chokolade-ølkager kan omfatte stout og chokolade, og nogle honningkager indeholder øl i deres tilberedning. Rabha-stammen i Indien bruger en type ølkage tilberedt med ris til at skabe risøl og fotika, en spiritus. Der findes ølkagevarianter, såsom rodølskage. Ølkager i Brasilien og Portugal omtales som "Bolo de cerveja". I Danmark har ølkagen sin oprindelse i Sønderjylland, og indeholder hverken æg eller smør, men spises som brød med et lag smør på.